# William Bruce (strzelec)
William L. Bruce – amerykański strzelec, medalista mistrzostw świata.
Bruce jest sześciokrotnym medalistą mistrzostw świata. Jedyne indywidualne podium zdobył na zawodach w 1927 roku, gdy został mistrzem świata w karabinie dowolnym leżąc z 300 m. W drużynie był także dwukrotnym mistrzem świata podczas turnieju w 1930 roku, gdy zwyciężył w karabinie małokalibrowym z 50 m w postawie klęczącej i stojącej.
Był związany z miastem Cheyenne w stanie Wyoming, w 1927 roku był cywilem. Za osiągnięcia w strzelectwie został wyróżniony odznaką wybitnego strzelca międzynarodowego (U.S. Distinguished International Shooter Badge).

## Medale mistrzostw świata
Opracowano na podstawie materiałów źródłowych:
| Mistrzostwa     | Konkurencja                                     | Wynik                                          | Miejsce |
| --------------- | ----------------------------------------------- | ---------------------------------------------- | ------- |
| Rzym 1927       | Karabin dowolny, trzy postawy, 300 m, drużynowo | 5272 pkt. (druż.) 1089 pkt. ind. (389–361–321) |         |
| Rzym 1927       | Karabin dowolny leżąc, 300 m                    | 389 pkt.                                       |         |
| Loosduinen 1928 | Karabin dowolny, trzy postawy, 300 m, drużynowo | 5339 pkt. (druż.) 1070 pkt. ind. (377–358–335) |         |
| Antwerpia 1930  | Karabin małokalibrowy leżąc, 50 m, drużynowo    | 1900 pkt. (druż.) 379 pkt. (ind.)              |         |
| Antwerpia 1930  | Karabin małokalibrowy klęcząc, 50 m, drużynowo  | 1877 pkt. (druż.) 376 pkt. (ind.)              |         |
| Antwerpia 1930  | Karabin małokalibrowy stojąc, 50 m, drużynowo   | 1804 pkt. (druż.) 351 pkt. (ind.)              |         |